# Silvio Dreveck
Silvio Dreveck (Campo Alegre, 21 de abril de 1953) é um administrador de empresas e político brasileiro, filiado ao Partido Progressista (PP), deputado estadual de Santa Catarina e atual vice-presidente da Assembleia Legislativa.
Foi prefeito, vereador e Secretário da Saúde de São Bento do Sul. Exerce seu terceiro mandato de deputado estadual à Assembleia Legislativa de Santa Catarina na 18ª legislatura (2015 — 2019). Foi o Líder do Governo no parlamento entre 2015 e 2016 e, no ano seguinte, foi eleito presidente da Assembleia Legislativa. Atualmente é o presidente estadual do Partido Progressista.

## Primeiros anos e educação
Silvio Dreveck nasceu em 21 de abril de 1953 no interior do município de Campo Alegre, filho de João Dreveck e Maria Dreveck, ambos agricultores. Neste município, iniciou os estudos enquanto ajudava os pais na lavoura. Ainda jovem mudou-se para São Bento do Sul, onde concluiu o Ensino Fundamental e o Ensino Médio. Nesta época começou a trabalhar na área de produção da Condor S/A, empresa em que atuou até 1992 chegando a cargo de gerência. Em 1988, formou-se em Administração de Empresas pela Univille e em 1996 concluiu a pós-graduação em Marketing, Recursos Humanos e Finanças.

## Carreira política
Silvio Dreveck foi vereador de São Bento do Sul de 1989 a 1996, assumindo a Secretaria Municipal de Saúde em 1993. Em 1997 foi eleito prefeito, reeleito para a gestão 2001/2004.
Uma reportagem do jornal O Estado de S. Paulo, em 11/07/2004, destacou a administração de Silvio como uma das melhores e mais eficientes do país. O índice de qualidade de vida de São Bento do Sul passou da 49ª para a 22ª posição no estado e a administração ganhou conceito A junto à Caixa Econômica quanto à capacidade financeira.
Entre outros prêmios recebeu o troféu Meio Ambiente (1998), prêmio de gestão eficiente em merenda escolar (2004), prefeito amigo da criança da fundação ABRINQ (2004) e prêmio Instituto Ambiental (2004).
Foi eleito deputado estadual em 2006 para a 16ª legislatura (2007 — 2011), com 42.551 votos, sendo o 2º mais votado do Partido Progressista e o 16º de Santa Catarina. Foi o líder da bancada do Partido Progressista na Assembleia Legislativa de Santa Catarina entre 2008 e 2010.
Em 2010 foi reeleito para 17ª legislatura (2011 — 2015). No início de 2011 foi reeleito líder da bancada progressista na casa. Nesta legislatura, Dreveck presidiu a CPI da Telefonia Móvel de Santa Catarina.
Nas eleições de 2014, em 5 de outubro, foi reeleito deputado estadual para a 18ª legislatura (2015 — 2019). Silvio Dreveck foi o Líder do Governo na Assembleia Legislativa de Santa Catarina até novembro de 2016.
Em 1 de fevereiro de 2017 foi eleito presidente da Assembleia Legislativa de Santa Catarina. A eleição ocorreu por unanimidade dos votos dos deputados presentes na Sessão realizada no plenário Osni Régis.

### Atividade Parlamentar
Ao longo dos seus mandatos como deputado estadual, Silvio Dreveck presidiu a Comissão de Economia, Ciência, Tecnologia, Minas e Energia, a CPI da Telefonia Móvel de Santa Catarina e o Parlamento do Sul (Parlasul), entidade formada por parlamentares do Mato Grosso do Sul, Paraná, Santa Catarina, Rio Grande do Sul, Uruguai, Argentina, Paraguai e Chile.
Foi vice-presidente da Comissão de Constituição e Justiça e da Comissão de Trabalho, Administração e Serviço Público e membro das Comissões de Proteção Civil e de Relacionamento Institucional, Comunicação, Relações Internacionais e do MERCOSUL .
Dreveck também liderou a bancada do Partido Progressista por oito anos e assumiu a função de Líder do Governo no parlamento de 1º de fevereiro de 2015 a 9 de novembro de 2016.

### Presidência da Assembleia Legislativa de Santa Catarina
O ano de 2017, durante a gestão do deputado Silvio Dreveck na presidência da Assembleia Legislativa, foi considerado um dos anos de maior produção legislativa catarinense.  Foram mais de 400 matérias analisadas em plenário, além da votação de 94 vetos que aguardavam deliberação, alguns desde 2013.
Dreveck também adotou o pilar de redução de custos e modernização da estrutura administrativa do parlamento estadual. As medidas implantadas, como o corte de gratificações, a revisão de contratos com fornecedores e o término do pagamento de aluguéis resultaram em cerca de R$ 10 milhões de economia e contribuíram para que a Assembleia Legislativa pudesse devolver R$ 85 milhões aos cofres do Estado em 2017.
Entre os projetos de destaque aprovados ao longo de sua gestão, estão o marco regulatório que viabiliza as Parcerias Público-Privadas (PPPs) em Santa Catarina, a extinção de empresas públicas que já acumulavam mais de R$ 250 milhões de déficit, a renegociação das dívidas do Estado com a União, que garantiu que R$ 7 bilhões permanecessem nos cofres catarinenses, e o fim de aposentadorias e pensões para ex-governadores.